# 千円硬貨
千円硬貨（せんえんこうか）は、日本の硬貨の額面の一つ。記念貨幣としてのみ存在し、材質としては銀貨のみが存在する。

## 記念貨幣
1000円銀貨
- 東京オリンピック記念1000円銀貨

これのみ直径35mm、量目20g、品位銀92.5%・銅7.5%。
- 2002 FIFAワールドカップ記念1000円銀貨☆
- 第5回アジア冬季競技大会記念1000円銀貨
- 2005年日本国際博覧会記念1000円銀貨
- 国際連合加盟50周年記念1000円銀貨
- 2007年ユニバーサル技能五輪国際大会記念1000円銀貨
- 地方自治法施行60周年記念1000円銀貨（図柄は47種類あり）
- 第67回国際通貨基金・世界銀行グループ年次総会記念1000円銀貨★
- 新幹線鉄道開業50周年記念1000円銀貨
- 東日本大震災復興事業記念1000円銀貨（図柄は4種類あり）
- 2020年東京オリンピック・パラリンピック競技大会記念記念1000円銀貨（図柄はオリンピック10種類、パラリンピック4種類の合計14種類あり）
- 第8回アジア冬季競技大会記念1000円銀貨
- 小笠原諸島復帰50周年記念1000円銀貨
- 明治150年記念1000円銀貨
- ラグビーワールドカップ2019日本大会記念1000円銀貨
- 郵便制度150周年記念1000円銀貨
- 近代通貨制度150周年記念1000円銀貨☆
- 沖縄復帰50周年記念1000円銀貨
- 鉄道開業150周年記念1000円銀貨
- 2025年日本国際博覧会記念1000円銀貨（図柄は2種類あり）
- 国立公園制度100周年記念1000円銀貨（図柄は34種類発行予定）

以上については、直径40mm、量目31.1g、品位は★のみ銀92.5%・銅7.5%、それ以外は純銀、周囲は斜めギザ。この規格が2002年以降、1000円銀貨の規格として伝統になっており、カラーコインとして発行されることが多いが、☆のみカラーコインではない。またプレミアム貨幣（貨幣の製造費用が額面価格を超える貴金属製の記念貨幣）でもある。